# کارین پارسونز
کارین پارسونز (انگلیسی: Karyn Parsons؛ زادهٔ ۸ اکتبر ۱۹۶۶) یک هنرپیشه اهل ایالات متحده آمریکا است.
او در فیلم‌های شیفته زن‌ها و ۱۳ ماه بازی کرده است.